# SN 2005lm
SN 2005lm – supernowa typu II odkryta 10 listopada 2005 roku w galaktyce A001504+0021. W momencie odkrycia miała maksymalną jasność 21,00m.